# Эверест, Уэсли
Уэсли Эверест (полное имя — Натан Уэсли Эверест, англ. Nathan Wesley Everest) (1890 — 11 ноября 1919) — ветеран Первой мировой войны, член союза «Индустриальные рабочие мира». Находясь под арестом, был выкраден, подвергнут телесным истязаниям и жестоко убит неустановленной бандой линчевателей в Сентралии, штат Вашингтон.
В 1917 году был призван в армию. После окончания службы, Эверест работал в Сентралии вальщиком леса, состоял в синдикалистской организации «Индустриальные рабочие мира». Во время празднования годовщины окончания Первой мировой войны в 1919 году группа активистов «Американского легиона», действовавших по неофициальному указанию местных лесопильных компаний, атаковала местный офис «Индустриальных рабочих мира». Находившиеся в офисе члены профсоюза, в том числе и Эверест, обороняясь, начали отстреливаться, в результате чего погибло четыре человека, двое из которых (Бен Кассагранда и Эрл Уоттс) были убиты лично Эверестом.
Эверест был арестован, но вечером 11 ноября полицейский участок был атакован неизвестной бандой, захватившей Эвереста. В тот же день его повесили на мосту через реку Чехалис, после чего изрешетили тело пулями. Также имели место слухи, что убитого кастрировали, хотя в отчете об обследовании тела такой информации не значилось. Никто из нападавших на полицейский участок и убивших Эвереста так и не был привлечен к ответственности.
Похоронен на кладбище Greenwood Memorial Park  в Сентралии.